# Château de Respide
Le château de Respide est un château du XIXe siècle situé au cœur de la région viticole des Graves sur la commune de Langon, dans la Gironde, en France.

## Historique
Propriété en 1670 de Gabriel Nicolas de La Reynie, lieutenant de police du roi Louis XIV, et jusqu'à la Révolution de sa descendance, les comtes de Chanac, le domaine de Respide est un des plus vieux châteaux viticoles de l'appellation Graves. Dès 1850, il apparaît dans la première édition du Guide Féret, considéré comme la « bible des vins de Bordeaux », et y figure à cette époque comme appartenant à la famille de Chasteau,.
En avril 1876, Léon Roches, gendre d'Edme de Chasteau, ancien consul général au Maroc, dont il épousa la fille Camille, vend le château à Ernest Pascal, alors préfet de Gironde,,. C'est ce dernier qui fait édifier, sur l'ancienne bâtisse, le château actuel.
La famille Pascal, au bord de la ruine, dut vendre le château en mai 1892 à Gabriel Rodiès. La famille Rodiès en sera propriétaire jusqu'en 1932 et obtiendra la médaille d'or au concours agricole de Paris de 1899.
Pierre Bonnet prend la direction du domaine en 1952 après en avoir hérité. À sa mort en 1969, le château doit être vendu par la famille qui conserve néanmoins le vignoble, les chais et les bâtiments agricoles. À partir de 1985, son petit-fils, Franck Bonnet, assure la gérance du domaine au sein de la SCEA Vignobles Pierre Bonnet.
En 2014, le château est entièrement rénové et divisé en 13 appartements en copropriété au sein d'un parc de 3 hectares avec piscine.
L’exploitation viticole est revendue en 2021 par la famille Bonnet à de jeunes viticulteurs, Amélie et Pierre-Édouard Chatin,,.

Le château de Respide aux XIXe et XXe siècles
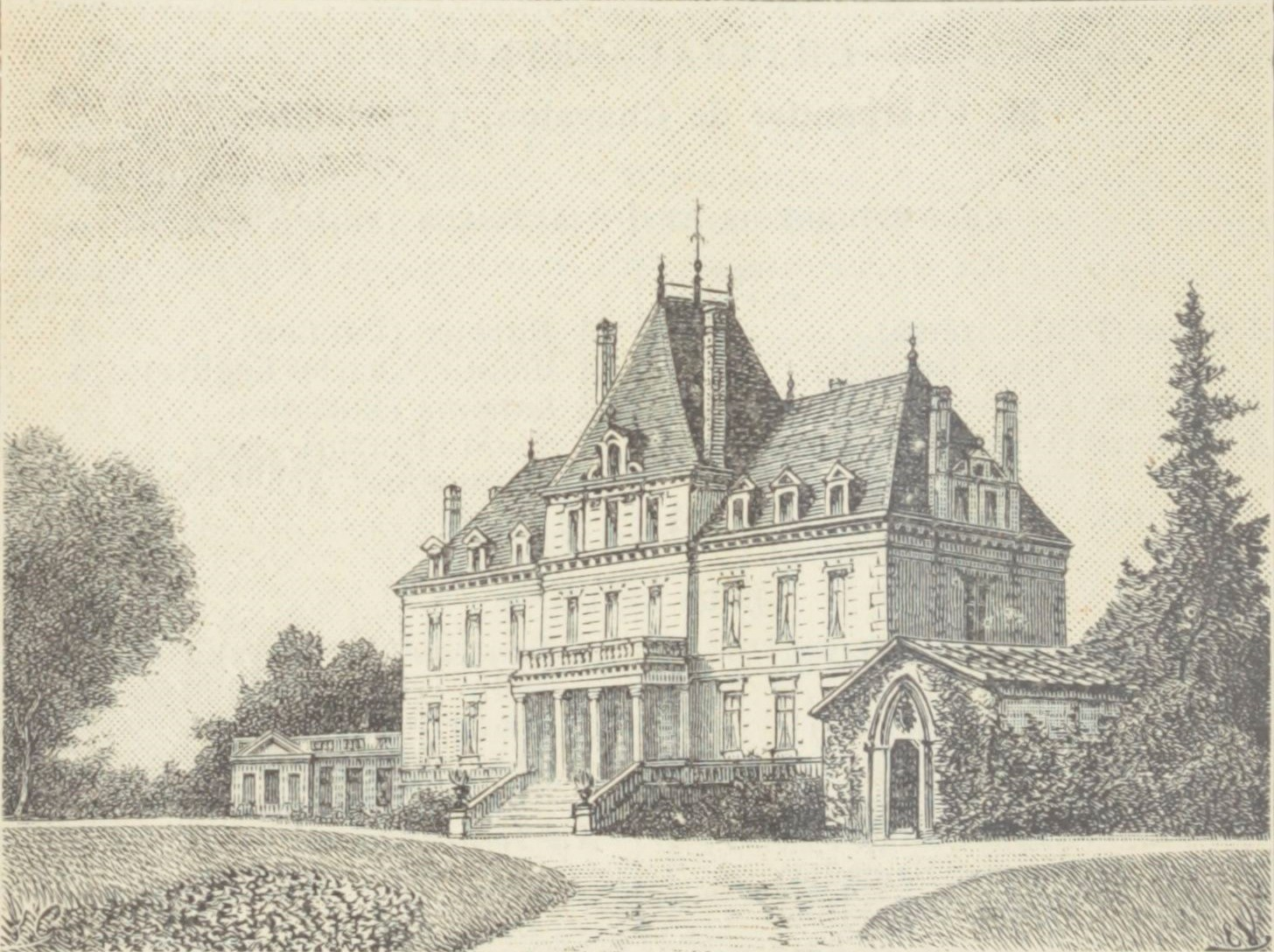
En 1898.
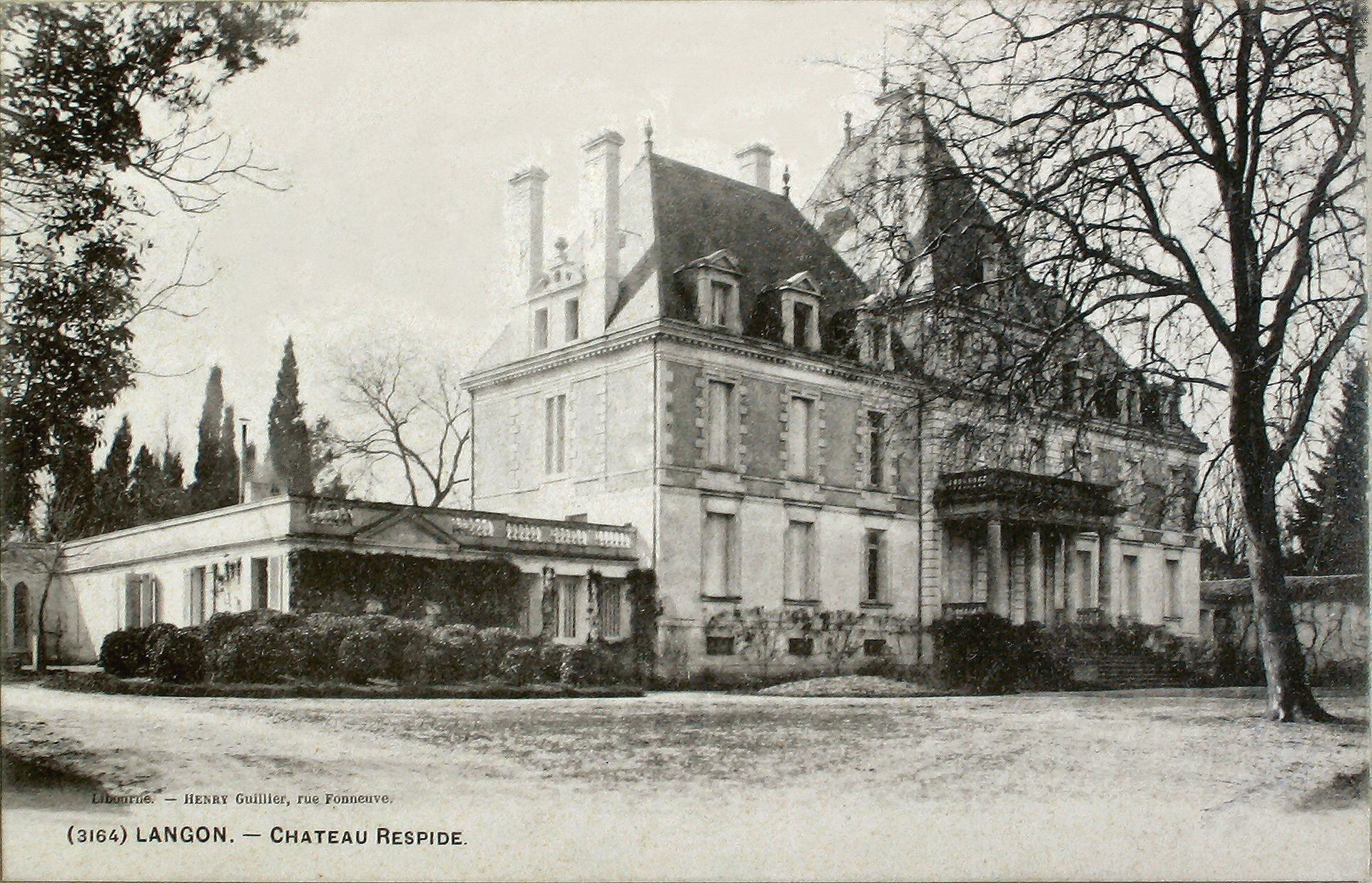
Vers 1905.
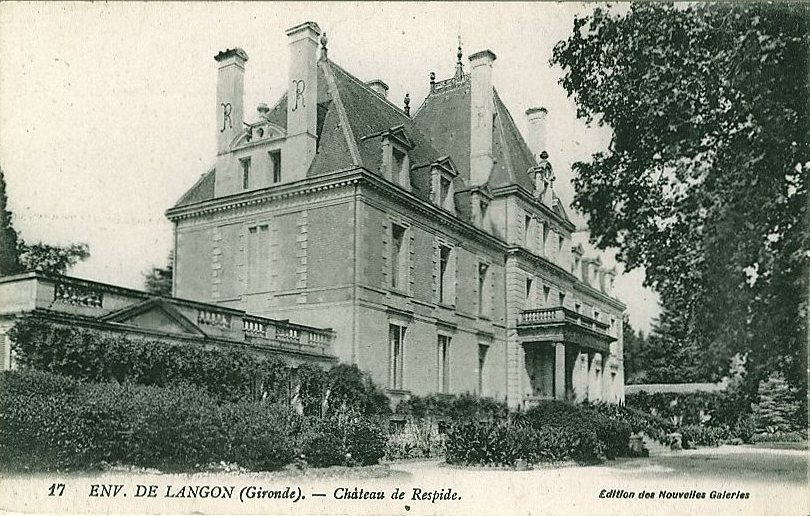
Vers 1900-1910.
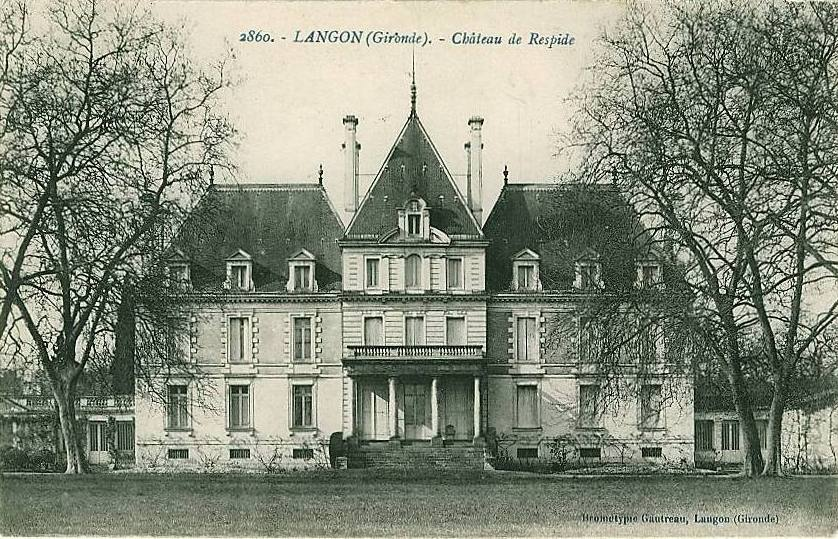
Vers 1900-1910.
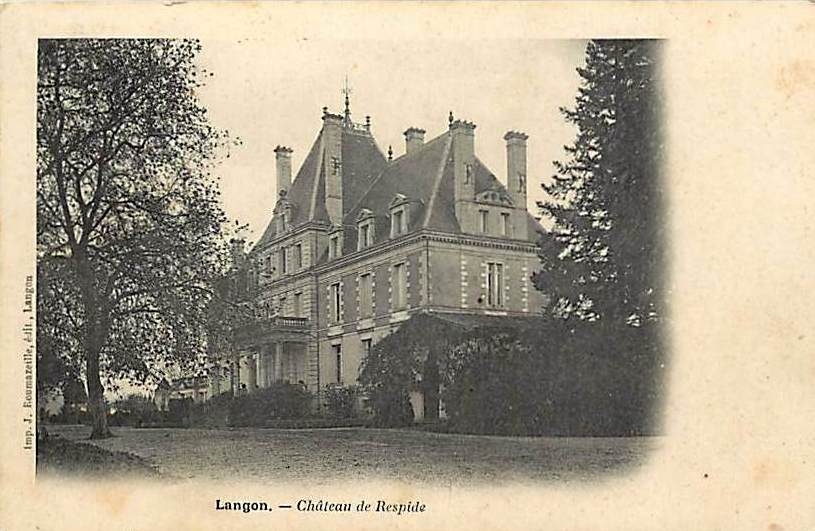
Vers 1900-1910.
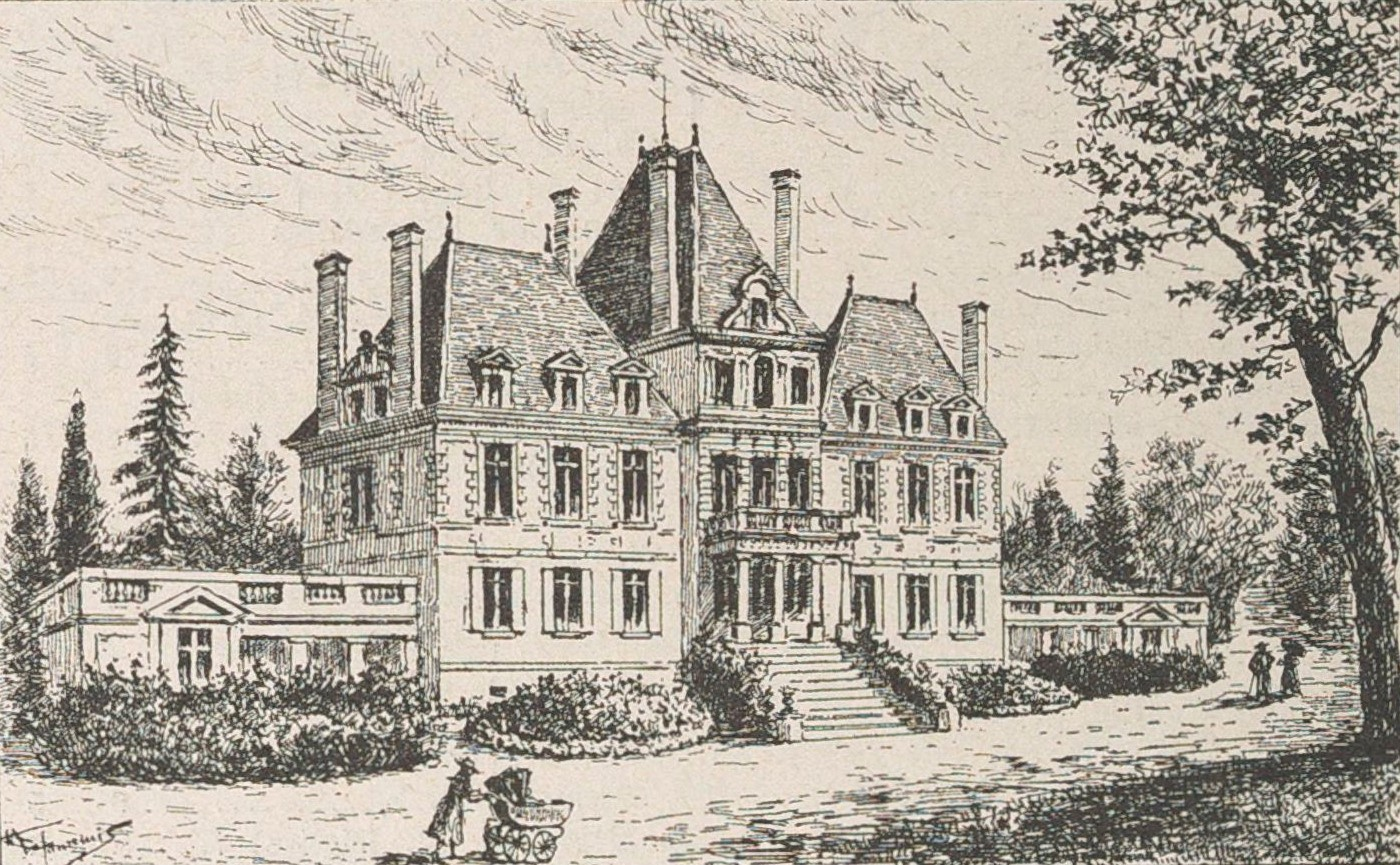
En 1949.

## Terroir

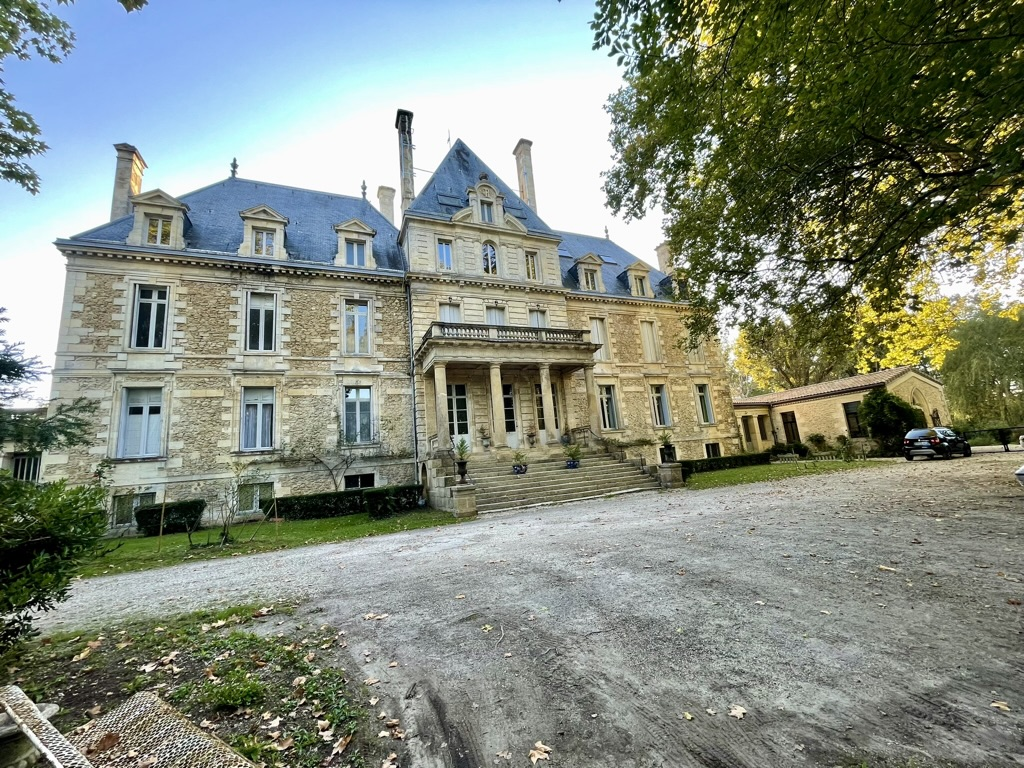